# Witold Leszczyński
Witold Leszczyński (ur. 16 sierpnia 1933 w Łodzi, zm. 1 września 2007 tamże) – polski reżyser, scenarzysta i operator filmowy, pedagog.

## Życiorys
Absolwent Wydziału Elektroniki Politechniki Warszawskiej. W 1962 ukończył studia na Wydziale Reżyserii Państwowej Wyższej Szkoły Filmowej, Telewizyjnej i Teatralnej im. Leona Schillera w Łodzi (w 1967 obronił dyplom). Od 1997 był wykładowcą w PWSFTviT.
Sławę zyskał adaptacją powieści Ptaki Tarjei Vesaasa, Żywotem Mateusza (1967). Nakręcony w mazurskich plenerach dramat psychologiczny ukazywał losy tytułowego nadwrażliwego „wiejskiego głupka” (Franciszek Pieczka), przywiązanego do życia w świecie przyrody. Dzięki wyczynowi operatorskiemu Andrzeja Kostenki oraz umiejętnie wplecionym w treść filmu fragmentom Concerto grosso Arcangela Corellego film wywołał poruszenie wśród krytyków, zdobywając Grand Prix młodzieżowej sekcji Festiwalu Filmowego w Cannes.
Po nieudanej Rewizji osobistej (1972), nagrodzonej Skisłym Gronem w Łagowie dla najgorszego filmu, oraz autobiograficznych Rekolekcjach (1977), Leszczyński nakręcił w 1981 roku adaptację Konopielki Edwarda Redlińskiego. Jej główny bohater, chłop mieszkający w zapadłej wsi na północnym wschodzie Polski na początku lat 50. XX wieku, ze sceptycyzmem podchodzi do agitatorów promujących władzę ludową, nawet mimo fascynacji nauczycielką niosącą kaganek oświaty. Spełnieniem reżysera okazała się zrealizowana w 1985 roku adaptacja powieści Edwarda Stachury Siekierezada, której dwójka bliźniaczych bohaterów reprezentuje różne warianty osobowości tragicznie zmarłego poety: jeden wybiera życie, drugi zaś popełnia samobójstwo. Siekierezada otrzymała Nagrodę Forum Młodego Kina na Międzynarodowym Festiwalu Filmowym w Berlinie oraz Grand Prix Festiwalu Polskich Filmów Fabularnych.
Swoimi kolejnymi filmami, Koloss (1993) według powieści Finna Alnaesa oraz Requiem (2001) według scenariusza Edwarda Redlińskiego, Leszczyński nawiązywał poetyką do Żywotu Mateusza. Jego ostatni film, Stary człowiek i pies (2007), ukazywał historię starzejącego się mężczyzny na marginesie życia, który przygarnia zbłąkanego, rannego psa i bierze go w opiekę. Reżyser zdążył jedynie rozpocząć realizację filmu – w trzecim dniu zdjęciowym uległ nieszczęśliwemu wypadkowi na planie i dwa tygodnie później zmarł w szpitalu. Film ukończył według jego zamysłów współpracujący z nim wielokrotnie jako operator Andrzej Kostenko.
Witold Leszczyński został pochowany na cmentarzu Zarzew w Łodzi.

## Wybrana filmografia
- 1963: Mansarda – współpraca reżyserska
- 1963: Przygoda noworoczna – operator kamery
- 1967: Żywot Mateusza – reżyseria, scenariusz, obsada aktorska (mężczyzna w zagranicznym samochodzie; nie występuje w czołówce)
- 1972: Rewizja osobista – reżyseria, scenariusz, zdjęcia
- 1977: Rekolekcje – reżyseria, scenariusz, dialogi
- 1979: Pełnia – zdjęcia
- 1981: Konopielka – reżyseria, scenariusz
- 1985: Siekierezada – reżyseria, scenariusz
- 1993: Kolos – reżyseria, scenariusz
- 2001: Requiem – reżyseria
- 2005: Po sezonie – II reżyser
- 2007: Stary człowiek i pies – reżyseria, scenariusz